# Brayan Beckeles
Brayan Antonio Beckeles, né le 28 novembre 1985 à La Ceiba, est un footballeur international hondurien, qui joue au poste de défenseur au CD Olimpia.

## Biographie
Formé au Club Deportivo y Social Vida, Beckeles intègre l'effectif professionnel en 2006, jouant pendant deux ans surtout comme remplaçant. Il gagne ses galons de titulaire en 2008 et fait trois saisons complètes.
Il joue son premier match international en septembre 2010 face au Canada. En 2011, il signe avec le Club Deportivo Olimpia qui va dominer le championnat hondurien. Brayan Beckeles reste un élément important du Honduras et joue lors des Gold Cup 2011 et 2013. Il inscrit son premier but en équipe nationale, lors de la Copa Centroamericana 2013, face au Belize.

## Palmarès
- CD Olimpia
  - Champion du Honduras en Ouverture 2011, Clôture 2012, Ouverture 2012, Clôture 2013 et Clôture 2014
- Club Necaxa
  - Champion de Liga Ascenso en 2016
  - Vainqueur de la Copa México en Clausura 2018
  - Vainqueur de la Supercopa MX en 2018